# Chenchu
Chenchu är ett dravidiskt språk, talat i Indien. Det talas av cirka 26 000 personer . 